# موزه ملی اندونزی
موزه ملی اندونزی (اندونزیایی: Museum Nasional) یک موزه باستان‌شناسی، تاریخی، قوم‌شناسی و جغرافیایی است که در جالان مدان مردکا بارات، جاکارتا مرکزی، در سمت غرب میدان مردکا واقع شده است. به خاطر مجسمه فیلی که در محوطه مقابل موزه وجود دارد، در بین مردم عادی به موزه فیل (اندونزیایی: Museum Gajah) معروف است. تلاش این موزه طی دو قرن، بر این اساس استوار بوده است تا از میراث اندونزی محافظت کند.
این موزه به عنوان یکی از بهترین و کامل‌ترین موزه‌های اندونزی و هم چنین به عنوان یکی از بهترین موزه‌ها در منطقه جنوب‌شرق آسیا در نظر گرفته می‌شود. در این موزه حدود ۱۴۱٬۰۰۰ شی در حوزه‌هایی از آثار باستانی ما قبل تاریخ تا مجموعه‌های باستان‌شناسی، سکه‌شناسی، سرامیک، قوم‌نگاری، تاریخ و جغرافیا نگهداری می‌شود. این موزه مجموعه جامعی از مجسمه‌های سنگی دوره کلاسیک هندو-بودایی در سوماترا و جاوه کهن و نیز مجموعه بسیار وسیعی از سرامیک آسیایی را نگهداری می‌کند.
در روز ۱۶ سپتامبر ۲۰۲۳، آتش‌سوزی پیش آمده، برخی اتاق‌های ساختمان قدیمی را تحت تأثیر قرار داد. این آتش‌سوزی منجر به تعطیلی موزه تا ماه اکتبر ۲۰۲۴، جهت بازسازی آن گردید.

## مجموعه

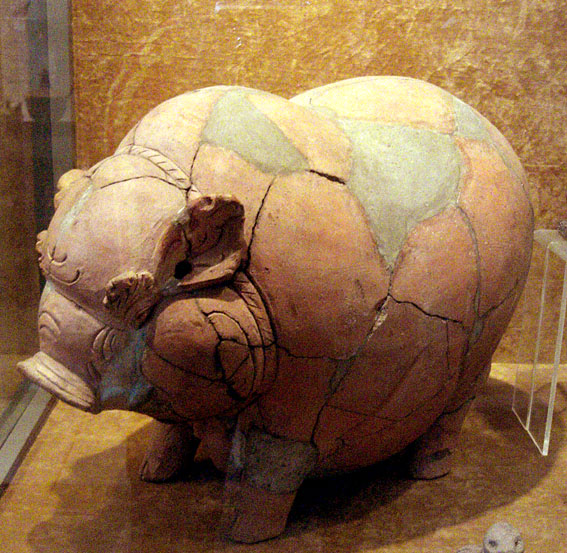
قلک ماجاپاهیت متعلق به محوطه باستانی تروولان، جاوه شرقی

در این موزه مجموعه‌ای از ۶۱٬۶۰۰ اثر ما قبل تاریخ و انسان‌شناسی و ۵٬۰۰۰ اثر باستان‌شناسی از سراسر اندونزی و آسیا قرار دارد. این موزه در نوع خودش جزو غنی‌ترین، کاملترین و بهترین مجموعه‌ها در اندونزی است و یکی از بهترین‌ها در منطقه جنوب شرق آسیا است.
موزه، اشیاء نگهداری شده درون خود را از روشهای مختلفی از قبیل سفرهای پژوهشی علمی، حفاری سایت‌های باستان‌شناسی، تملک مجموعه‌های خصوصی، هدایای اهدائی از سوی حامیان فاخر، اشیاء اهدائی توسط هیئت‌های مذهبی و گنجینه‌های به دست آمده از لشکرکشی‌های نظامی هند شرقی هلند علیه پادشاهان و حکمرانان بومی در مجمع‌الجزایر، جمع‌آوری کرده است.: 15 
موزه، مجموعه جامعی از مجسمه‌های سنگی دوره کلاسیک هندو-بودایی در سوماترا و جاوه کهن، مجموعه بسیار متنوعی از مصنوعات قوم‌نگاری اندونزیایی و نیز مجموعه بسیار وسیعی از سرامیک آسیایی را نگهداری می‌کند. مجموعه سفال و سرامیک‌های آن به‌طور ویژه کاملاً چشمگیر است، همراه با مجموعه سرامیک‌های چینی که شامل قطعاتی از دوره هان (قرن دوم پیش از میلاد) تا دوره چینگ (قرن هجدهم) است و با سرامیک‌هایی از کشورهای همجوار در منطقه جنوب‌شرق آسیا و همچنین سفال‌های محلی اندونزی پر بارتر شده است. این مجموعه، بزرگ‌ترین مجموعه سرامیک در منطقه جنوب‌شرق آسیا است.: 13 